# Schloßbühl Limpach
Der Schloßbühl Limpach ist eine abgegangene Spornburg etwa 1,2 Kilometer südsüdöstlich des Weilers Limpach. Der Burgstall liegt auf der Gemarkung von Homberg, einem Teilort der Gemeinde Deggenhausertal im Bodenseekreis in Baden-Württemberg.

## Beschreibung
Der gut erkennbare Burgstall liegt 597 m ü. NHN auf einem nach Süden ragenden Sporn, dessen Hänge sehr steil abfallen. Der Sporn war gegen die Hochebene durch einen heute in weiten Teilen gestörten Halsgraben, und einen durch einen Waldweg durchbrochenen Schildwall geschützt. An diese etwa 55 Meter lange, nach Süden geneigte Vorburg schließt sich ein keilförmiger, mehrere Meter tiefer Abschnittsgraben an. Auf den Abschnittsgraben folgt der Hauptbereich der Anlage, der die Vorburg um einige Meter überragt. Auf dem schwer zugänglichen Hauptbereich sind zwei kreisrunde Vertiefungen zu erkennen. Eine Vertiefung ist etwa einen Meter tief und von einem flachen Wall umschlossen. Die zweite Vertiefung ist etwa zwei Meter tief und im unteren Bereich mit Feldsteinen ausgemauert. Alois Schneider vermutet hier eine Zisterne.
Der Hauptbereich ist annähernd rechteckig. Seine Flanken im Bereich der Hänge und der Gräben sind heute noch sehr steil. Im Süden ist der Hauptbereich durch einen weiteren Abschnittsgraben vom Sporn getrennt. Der wesentlich schmalere südliche Sporn selbst ist wiederum im Süden durch einen Abschnittsgraben gesichert, darauf folgt ein noch schmalerer Bereich, auf dem keine Spuren einer einstigen Nutzung zu erkennen sind. An der Westseite dieses Abschnitts sind Hangrutschungen zu erkennen.

## Geschichte
Funde und gesicherte urkundliche Erwähnungen dieser wahrscheinlich aus dem 12./13. Jahrhundert stammenden Spornburg sind nicht bekannt. Alois Schneider hält es für möglich, dass die Burg vom Limpacher Ortsadel genutzt wurde, der um 1170 mit einem Albertus de Limpach und 1282 mit einem Konrad de Lientbach urkundlich belegt ist.